# Pleurostachys gaudichaudii
Pleurostachys gaudichaudii är en halvgräsart som beskrevs av Adolphe-Théodore Brongniart. Pleurostachys gaudichaudii ingår i släktet Pleurostachys och familjen halvgräs. Inga underarter finns listade i Catalogue of Life.